# Tojiro Kubo
Tojiro Kubo (Aichi, 5 de abril de 1999) es un futbolista japonés que juega en la demarcación de centrocampista para el Kashiwa Reysol de la J1 League.

## Selección nacional
Hizo su debut con la selección absoluta de Japón el 8 de julio de 2025 contra Hong Kong en un partido del Campeonato de Fútbol de Asia Oriental de 2025 que finalizó con un resultado de 6-1 a favor del combinado japonés tras un gol de Matt Orr para Hong Kong, y los goles de Sōta Nakamura, Shō Inagaki y cuatro de Ryō Germain para Japón.

## Clubes
| Club                | País  | Año       | Partidos | Goles |
| ------------------- | ----- | --------- | -------- | ----- |
| Fujieda MYFC        | Japón | 2021-2023 | 63       | 17    |
| Nagoya Grampus      | Japón | 2023-2024 | 29       | 3     |
| Sagan Tosu (cedido) | Japón | 2024      | 7        | 2     |
| Kashiwa Reysol      | Japón | 2025-     | 26       | 5     |

## Palmarés

### Títulos internacionales
| Título                                | Equipo             | Sede          | Año  |
| ------------------------------------- | ------------------ | ------------- | ---- |
| Campeonato de Fútbol de Asia Oriental | Selección de Japón | Corea del Sur | 2025 |